# Шевыревка (Татищевский район)
 Шевырёвка — деревня в Татищевском районе Саратовской области в составе сельского поселения Сторожевское муниципальное образование.

## География
Находится к западу от близлежащей железнодорожной линии Аткарск-Саратов на расстоянии примерно 14 километров по прямой на восток-юго-восток от районного центра поселка Татищево.

## История
Официальная дата основания 1748 год. 

## Население
Постоянное население составляло 34 человека в 2002 году (русские 88%) , 67 в 2010.